# Dorfkirche Brohm

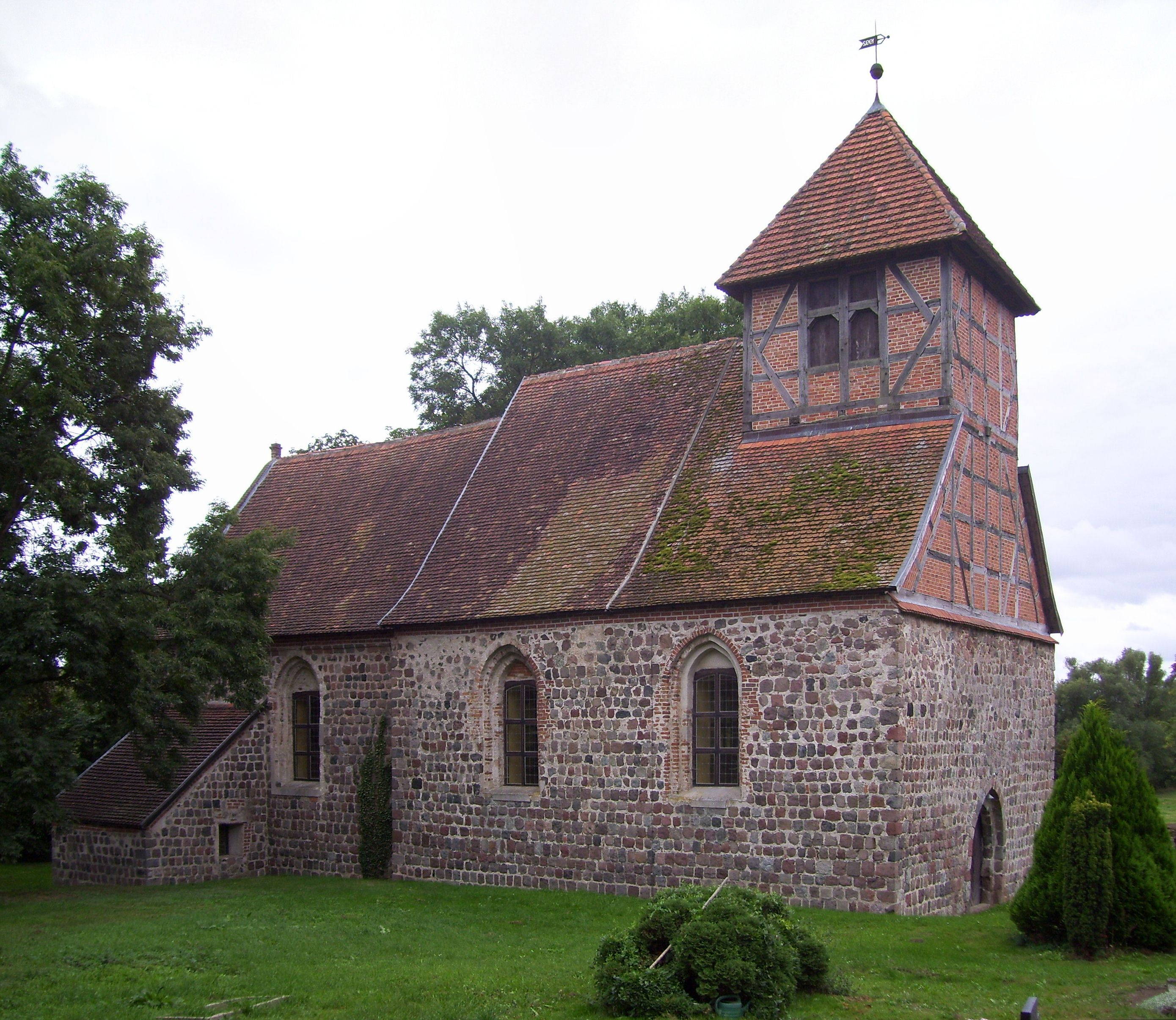
Dorfkirche Brohm

Die Dorfkirche Brohm ist eine frühgotische Feldsteinkirche mit barocker Ausstattung im Ortsteil Brohm von Friedland im Landkreis Mecklenburgische Seenplatte in Mecklenburg-Vorpommern. Sie gehört zur evangelischen Kirchengemeinde Schönbeck-Kublank in der Propstei Neustrelitz der Evangelisch-Lutherischen Kirche in Norddeutschland (Nordkirche).

## Geschichte und Architektur

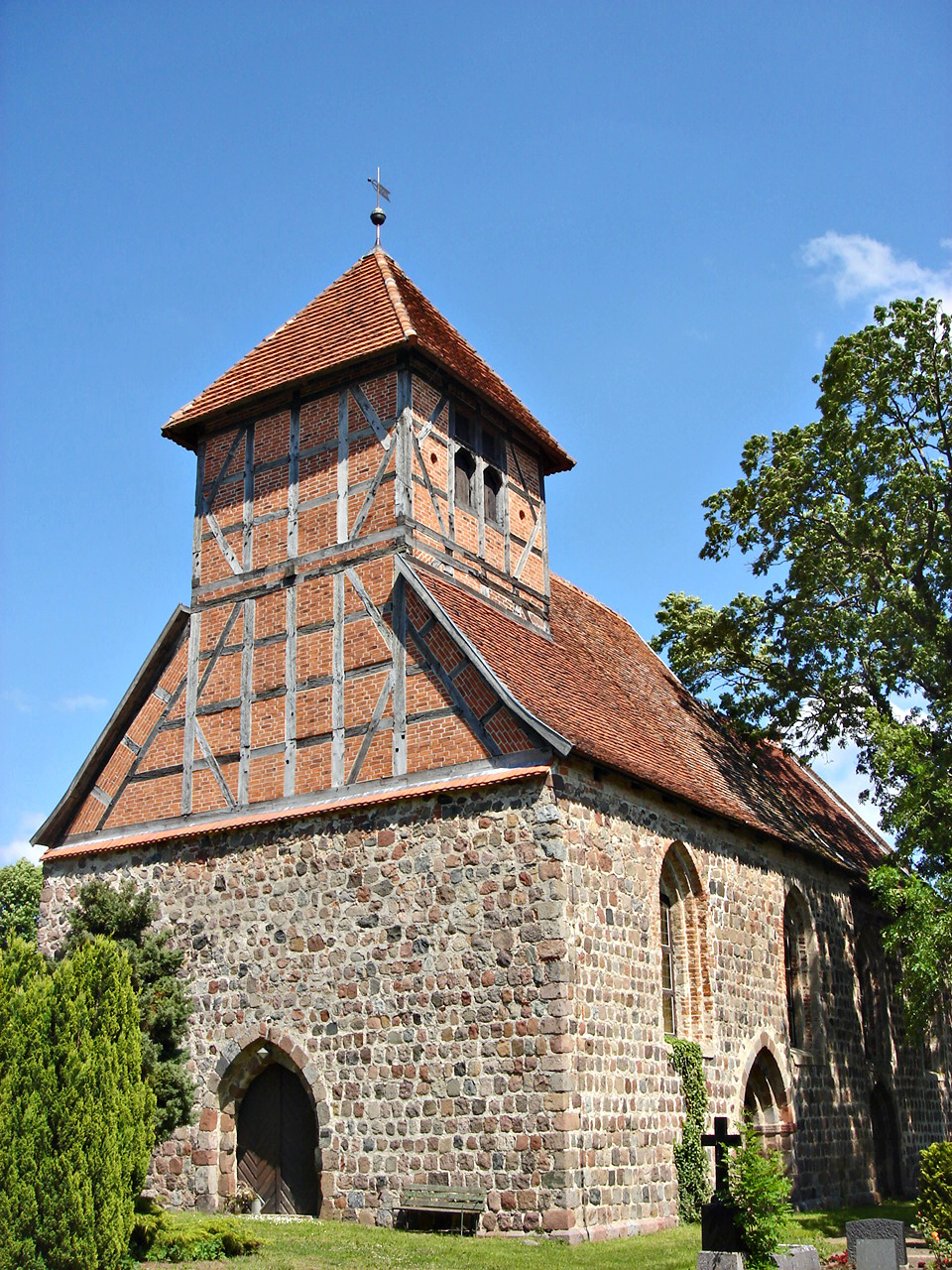
Südwestansicht

Die Kirche in Brohm ist ein Saalbau mit eingezogenem Rechteckchor in sorgfältig ausgeführtem Feldsteinmauerwerk aus dem späten 13. Jahrhundert. Am Ostgiebel des Chores ist ein blendengegliederter Giebel in Backsteinmauerwerk zu finden. Am Norden des Chores ist eine tonnengewölbte Sakristei angebaut. Das Bauwerk wird durch je ein spitzbogiges Stufenportal im Westen und im Süden erschlossen. Am Chor ist noch eine kleinere Priesterpforte auf der Südseite angeordnet. Die Portale im Süden sind mit profilierten Kämpfern und Ritzzeichnungen versehen.

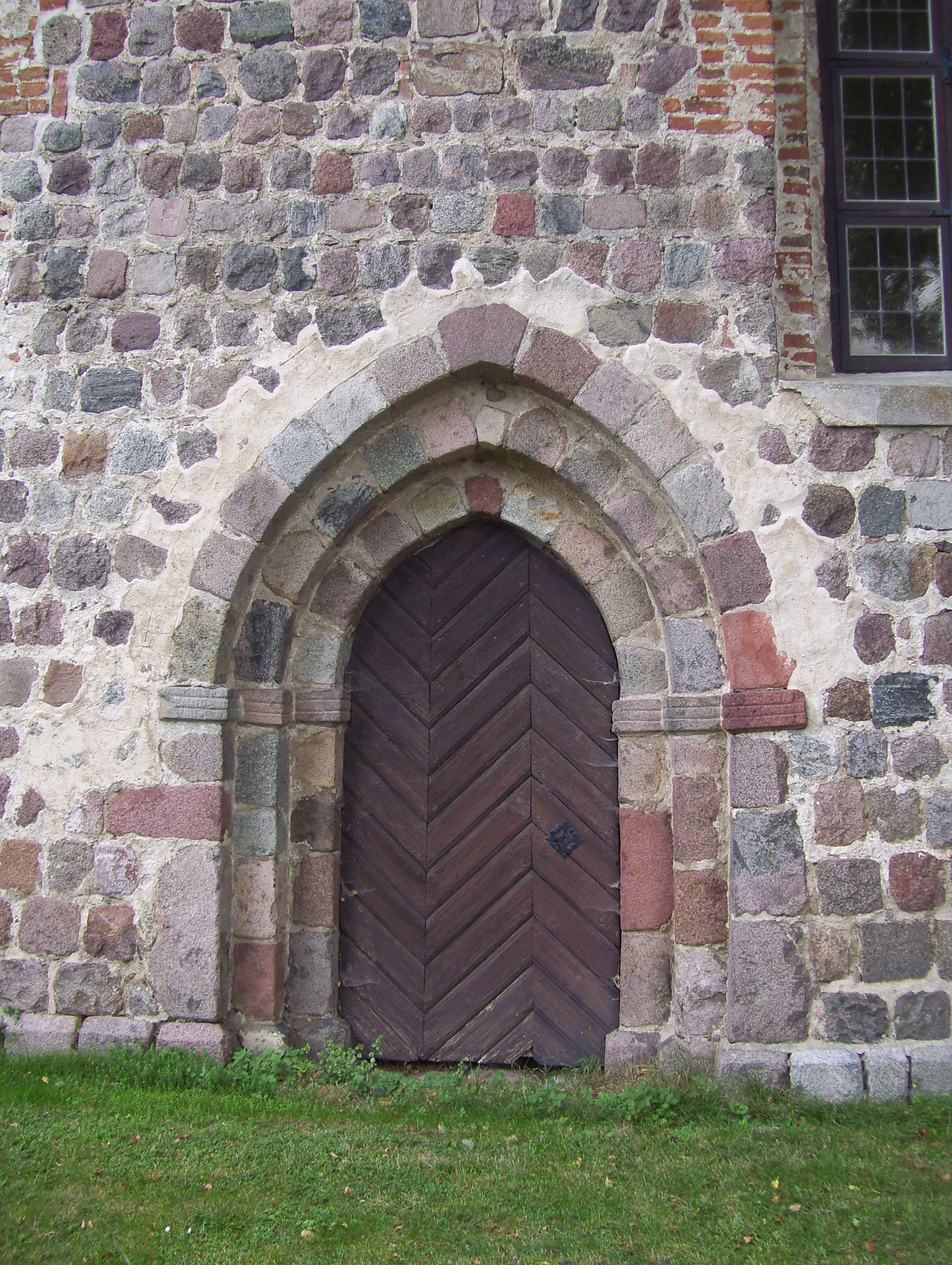
Südseite, westliches Portal

Die Chorostwand ist mit einer Gruppe aus drei Fenstern in einer Blende versehen. Die übrigen Fenster wurden wohl im 15. Jahrhundert vergrößert. Obwohl die Spitzbögen an den Portalen und Fenstern und die Entstehungszeit die stilistische Zuordnung des Bauwerks zur Gotik nahelegen, ist dies bei derart ländlich-archaischen Bauwerken nur als eine grobe Kategorisierung anzusehen.

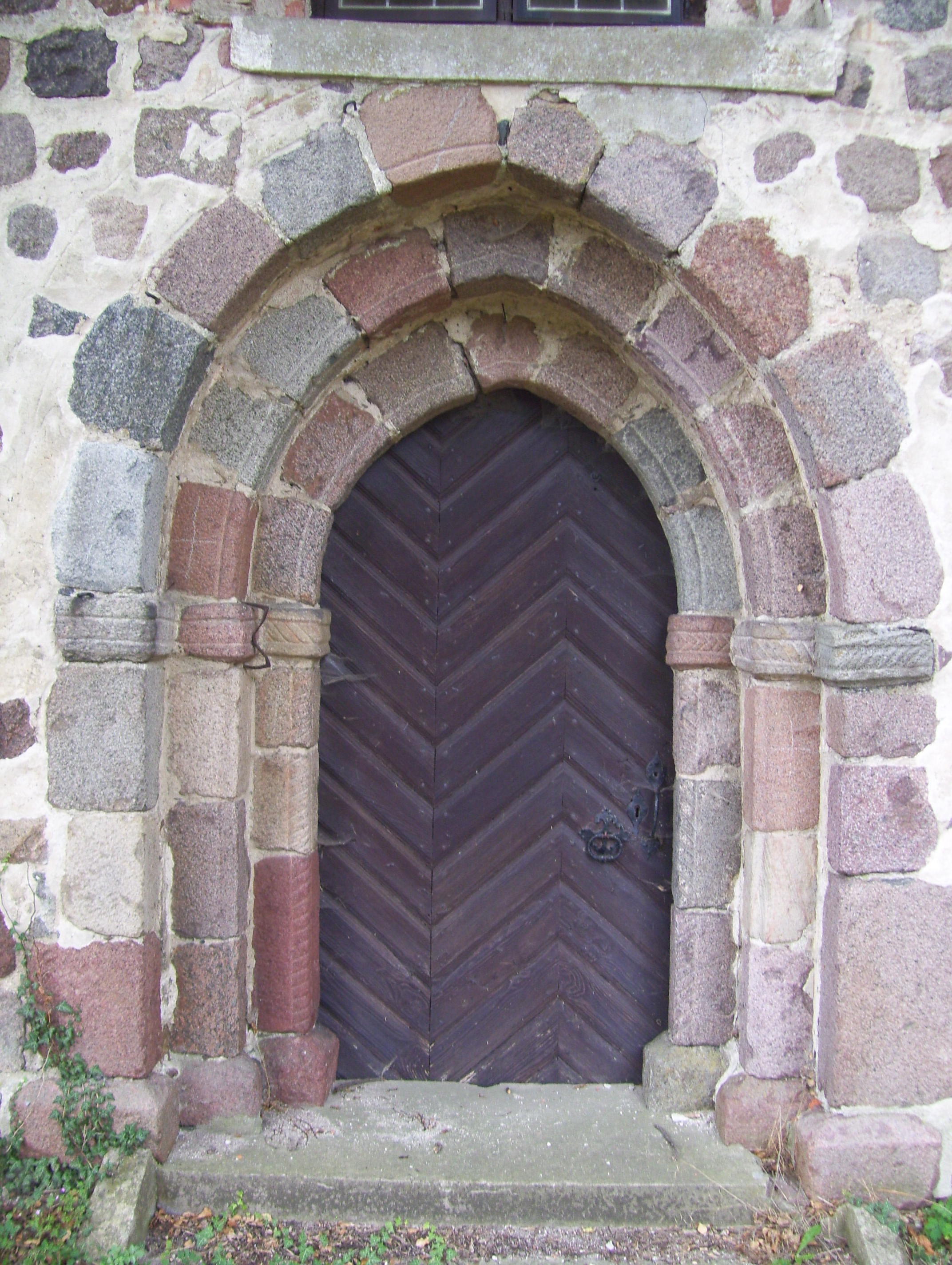
Priesterpforte am Chor

Im Jahr 1716 wurde die Kirche mit einem Fachwerk-Dachturm mit Zeltdach versehen, der 1949 bis auf die Glockenstube reduziert wurde. Im Innern wurde das Bauwerk gleichfalls um 1716 im Barockstil umgestaltet. Im Chor wurde ein stuckiertes Spiegelgewölbe mit Bandelwerkdekor und allegorischen Figuren sowie ein Deckenbild mit Engeln und dem Auge Gottes über einer illusionistisch gemalten Balustrade eingebaut, während das Schiff mit einem hölzernen Tonnengewölbe mit einer Darstellung der Himmelfahrt Christi versehen wurde.

## Ausstattung
Die einheitlich barocke Ausstattung stammt ebenfalls aus der Zeit um 1716. Zu nennen sind ein Altaraufsatz mit Gemälden, eine Altarschranke, die Kanzel, die ehemalige Patronatsloge, ein Pastorenstuhl, das Gestühl sowie die Westempore mit Orgelprospekt. Ein Taufständer aus Gusseisen kam um 1840 hinzu. Er ersetzte den mittelalterlichen Taufstein, dessen Kuppa mit Schaft nun auf dem Kirchhof steht. Weiter ist eine Darstellung des auferstandenen Christus als Schnitzfigur aus dem 17./18. Jahrhundert zu nennen.
Die liturgische Ausstattung wird durch zwei silbervergoldete Kelche und Patenen sowie eine Deckelkanne und eine Dose aus dem 18. Jahrhundert gebildet. Eine Glocke wurde 1728 von Michael Begun aus Friedland gegossen. Zwei Grabplatten des Gutsbesitzer-Ehepaars von Rieben aus den Jahren 1746 und 1748 sind zu erwähnen.